# Днестр (футбольный клуб, Залещики)
«Днестр» — украинский футбольный клуб из города Залещики Тернопольской области. Выступал в переходной (1992), второй (1992/93, 1993/94) и третий (1994/95) лигах чемпионата Украины. После первого круга третьей лиги чемпионата 1994/95 годов команда снялась с чемпионата. В 1995 году лишена статуса профессионалов.

## История выступлений
- 1995—2004 Чемпионат Залищицкого района
- 2004 Чемпионат Тернопольской области (Чемпион)
- 2005—2011 Чемпионат Залищицкого района
- 2011—н. в. Чемпионат Тернопольской области по футболу